# 루이스 클라크

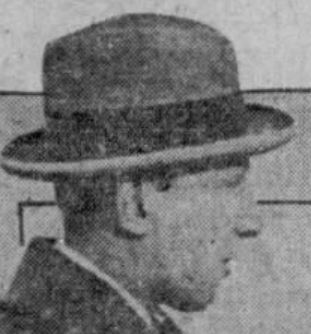

루이스 앨프레드 "핑키" 클라크(Louis Alfred "Pinky" Clarke, 1901년 11월 23일 ~ 1977년 2월 24일)는 미국의 육상 선수로 1924년 파리 올림픽 400m 릴레이 금메달리스트였다.
유대인으로 노스캐롤라이나주 스테이츠빌에서 태어났다. 존스 홉킨스 대학교의 학생으로서 1923년 NCAA 선수권에서 100 야드(91m)를 우승하였다.
파리 올림픽에서 클라크는 41.0초의 세계 신기록을 세워 우승한 미국 400m 릴레이 팀의 두번째 주자로 달렸다.
그는 1924년 2월 9.8초로 세계 실내 100 야드 기록을 보유하기도 하였다.
75세의 나이로 뉴욕주 피시킬에서 사망하였다.